# Museo Salvatore Ferragamo
Il museo Salvatore Ferragamo è uno spazio espositivo dedicato alla storia e all'attività internazionale dello stilista Salvatore Ferragamo. Inaugurato nel 1995, il museo è ospitato nella sede storica dell'azienda, il medievale palazzo Spini Feroni, a Firenze.

## Il museo
L'obiettivo del museo è di documentare l'importante lavoro creativo di Salvatore Ferragamo, e dei suoi successori, nel campo della pelletteria ed in particolare della calzatura e di dimostrare il rapporto che da sempre esiste tra l'azienda, l'arte, il design e il costume.
Ampliato nel 2006, oggi il museo occupa il basamento del palazzo.
È articolato in sette sale: le prime due sale sono dedicate alla storia della casa Ferragamo e alla sua creatività : vi sono esposti in mostre biennale - a rotazione - oltre 14.000 modelli conservate nell'archivio del museo. Le altre sale del museo sono invece destinate ad esposizioni temporanee come l'omaggio reso a Marilyn Monroe nel 2012-2013 per i cinquant'anni dalla sua scomparsa: lo stilista fiorentino creò apposta per lei modelli "decollete" con tacco a spillo, di tanti colori e materiali.
Per celebrare gli 80 anni di attività della casa di moda è stata organizzata una mostra sulle calzature create da Ferragamo, selezionate in base al criterio del colore che ha suscitato sempre un grande fascino sullo stilista.

## La collezione permanente
La collezione di calzature, di cui si avvale il museo, documenta l'intero arco di attività di Salvatore Ferragamo, dal suo ritorno in Italia nel 1927 fino al 1960, anno della morte, mettendo in luce la capacità tecnica ed artistica di Salvatore, che attraverso la scelta dei colori, la fantasia dei modelli e la sperimentazione dei materiali seppe offrire un contributo fondamentale allo sviluppo e all'affermazione del "Made in Italy".
È composta di modelli che dimostrano il rapporto di Salvatore Ferragamo con gli artisti dell'epoca, come il pittore futurista Lucio Venna, autore di alcuni bozzetti pubblicitari e della nota etichetta delle calzature Ferragamo; altri provano la continua ricerca della perfetta calzata e l'invenzione di particolari costruzioni e l'uso di materiali, dalla celebre "zeppa" di sughero, brevettata nel 1936 e subito copiata in tutto il mondo, alle tomaie in rafia o cellofan, la carta per le caramelle, adottate durante il periodo della Seconda Guerra mondiale. Vi sono, inoltre, calzature famose per essere state create per le star di Hollywood, come Marilyn Monroe, Greta Garbo, Audrey Hepburn.
La collezione è arricchita anche dalla produzione di calzature successiva alla morte di Salvatore Ferragamo fino ai giorni odierni. Ogni anno, infatti, alcuni modelli rappresentativi della stagione entrano a far parte dell'archivio Salvatore Ferragamo, da cui il museo attinge per le sue esposizioni.
È presente anche una raccolta di disegni, forme di legno, documenti e fotografie connessa alle creazioni dell'artista calzaturiero.

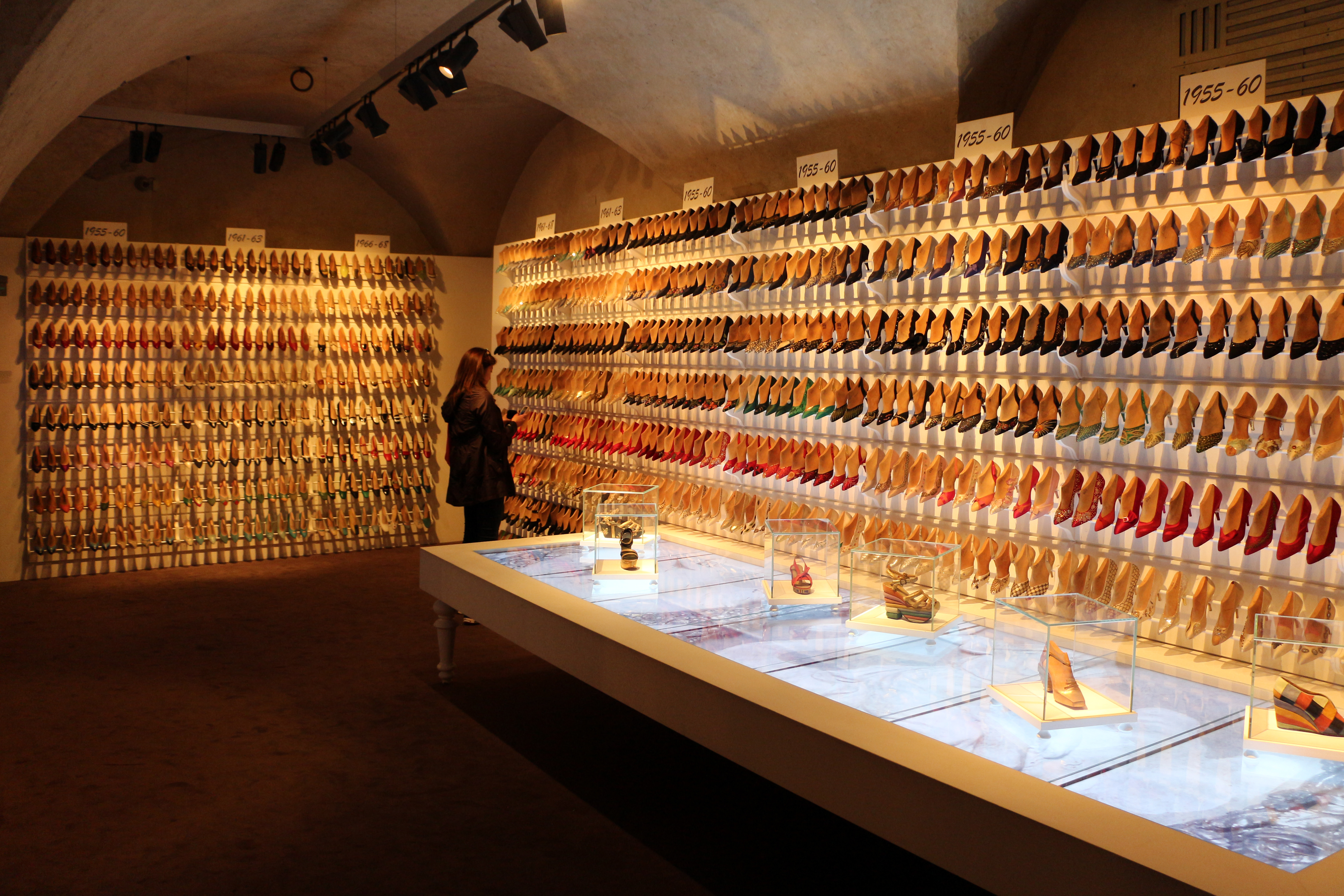
Campionario storico di calzature femminili
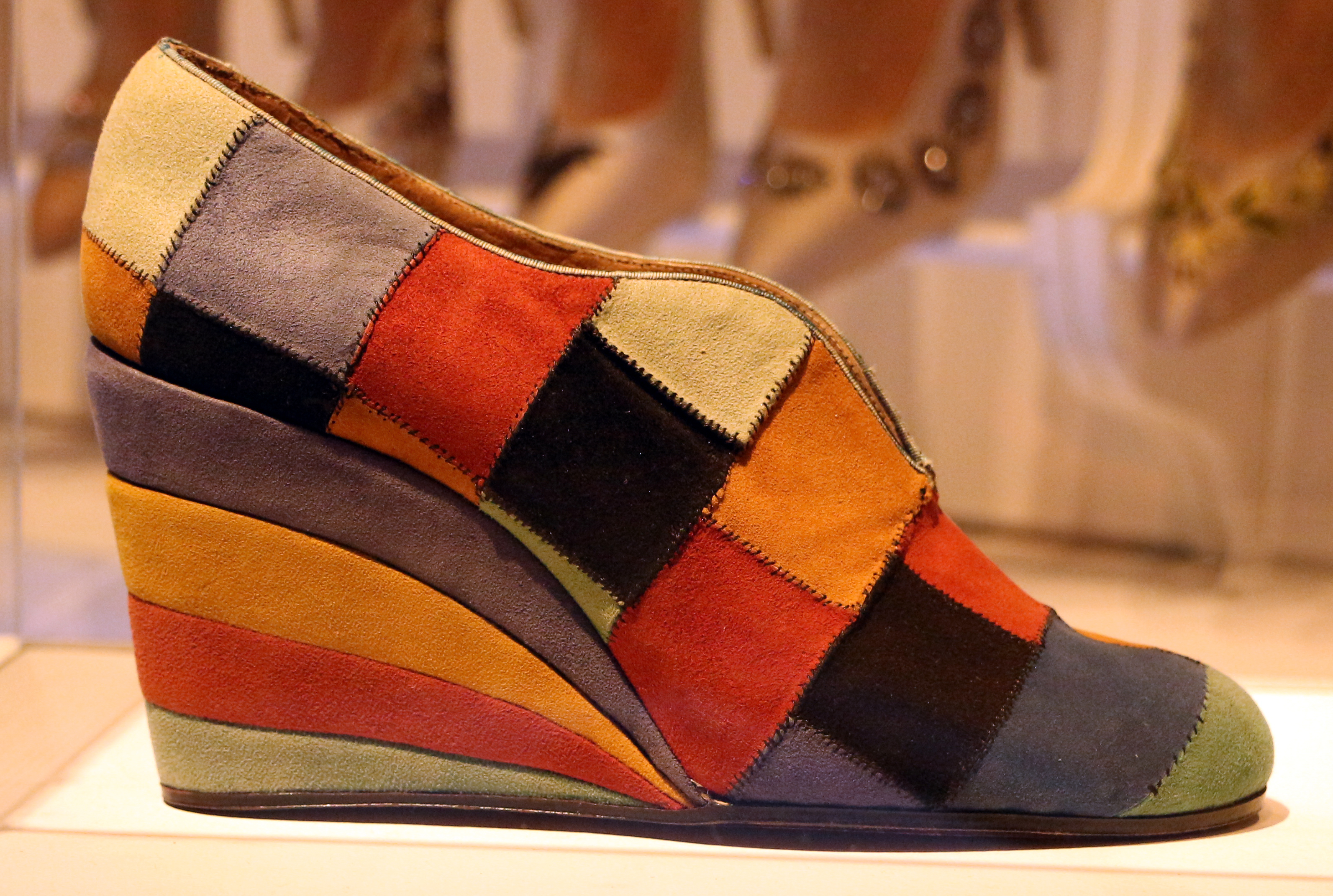
Salvatore Ferragamo, sandalo del 1942
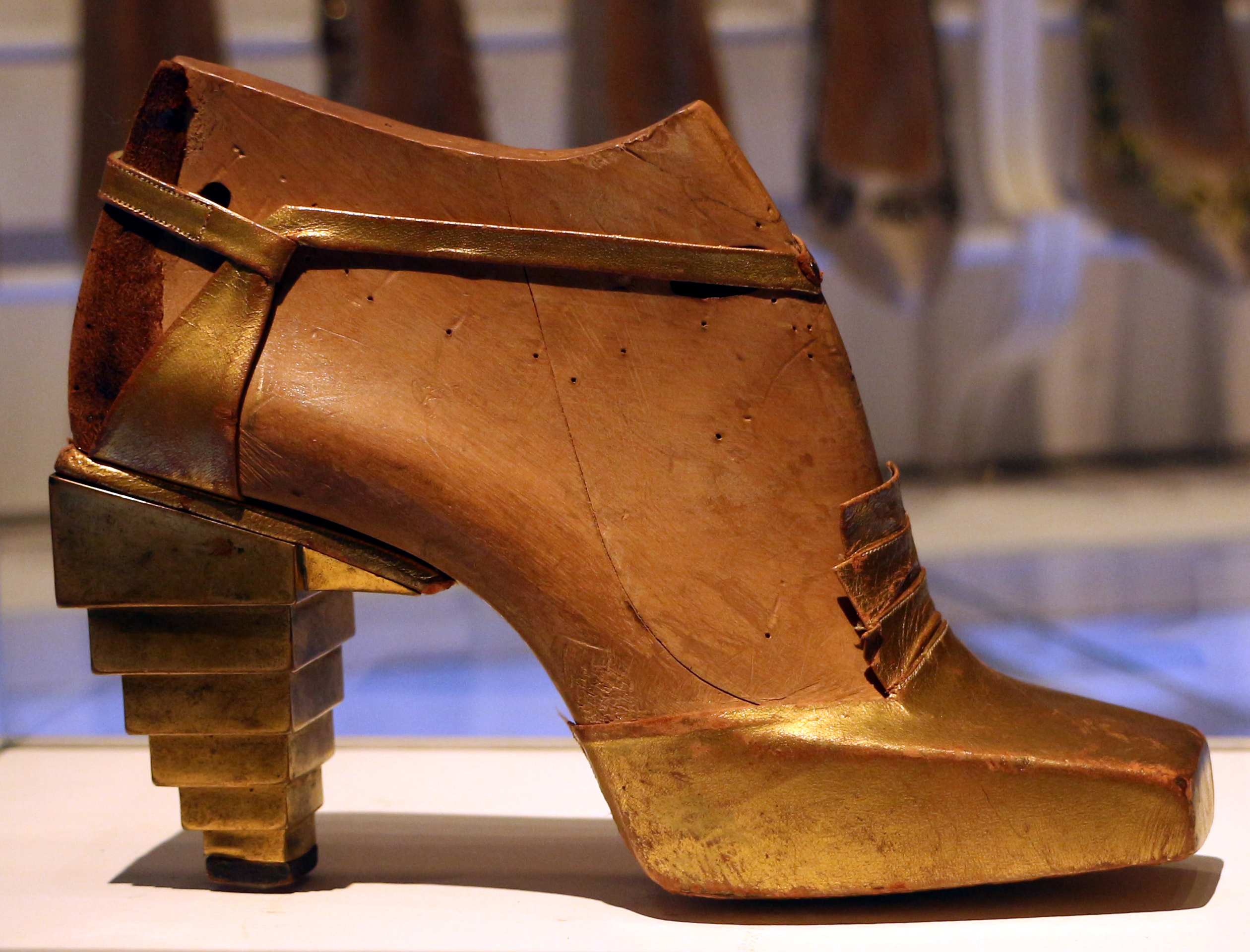
Salvatore Ferragamo, modello di sandalo ispirato all'egitto, 1930
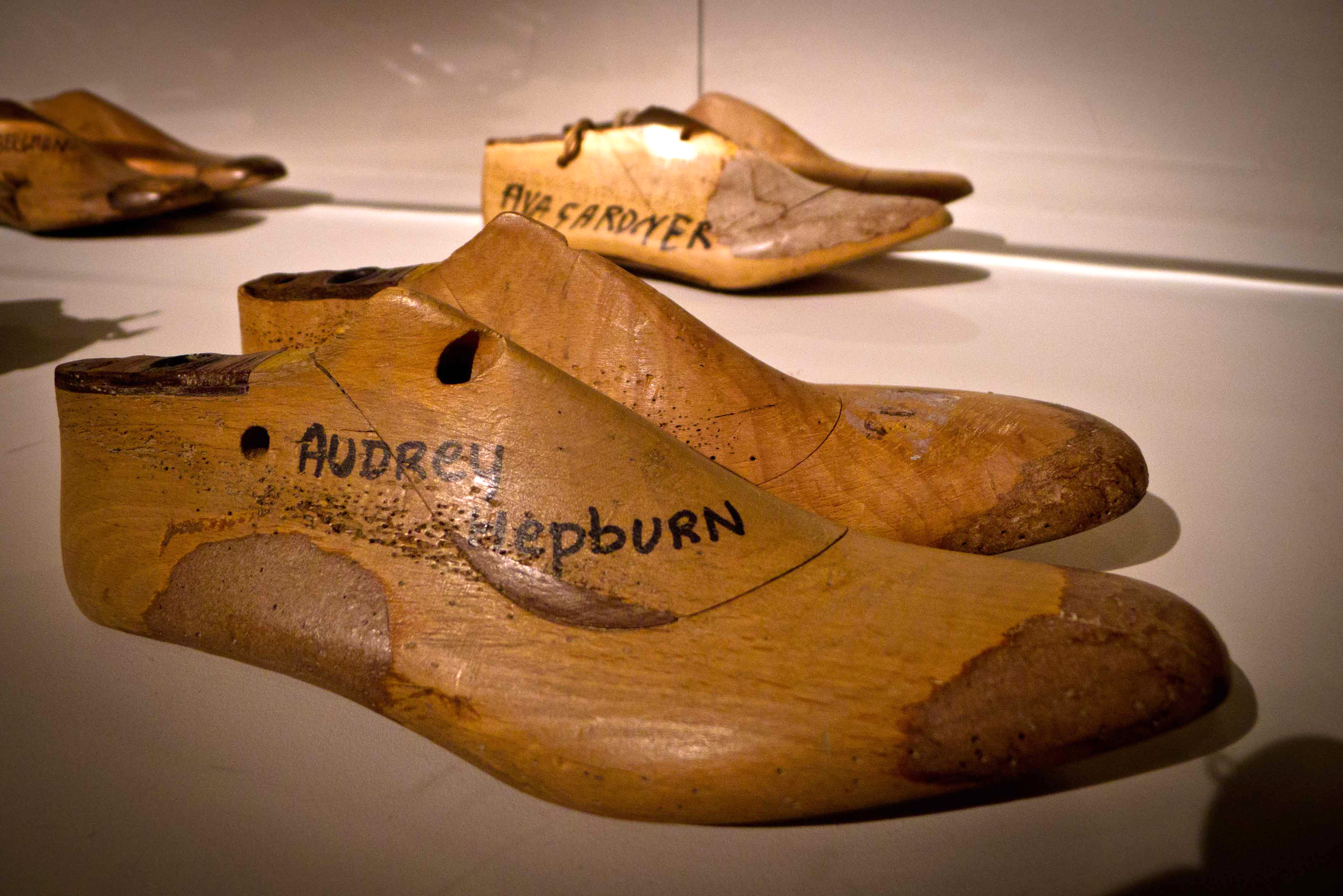
Forme di legno per dive di Hollywood
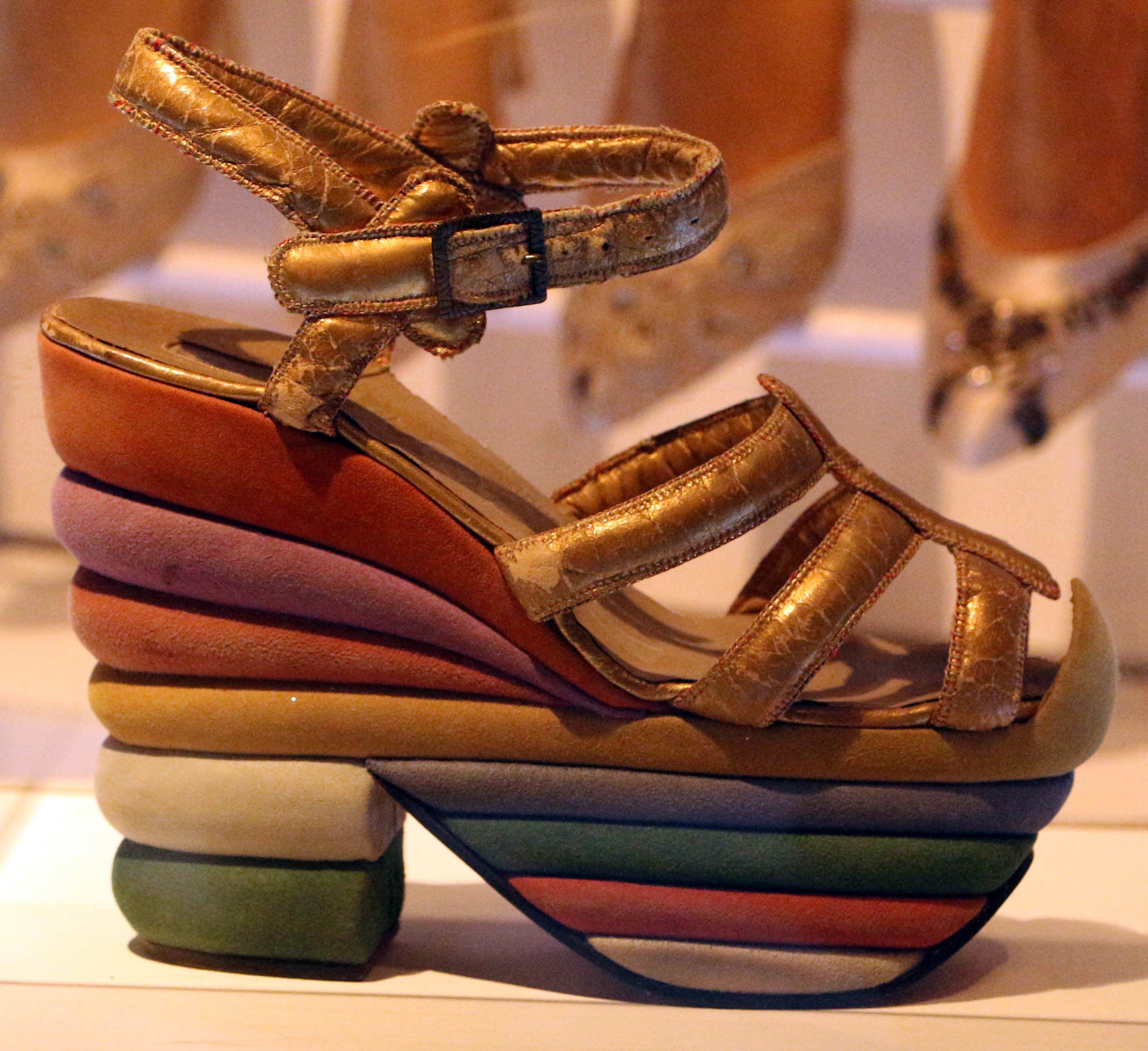
Modello di scarpe detto “zeppa” creato nel 1938 per Judy Garland

## Mostre
- Nel 2004 si tenne una mostra incentrata sui brevetti e sui marchi d'impresa di Salvatore Ferragamo, dal momento del suo rientro in Italia dagli Stati Uniti nel 1927 fino alla morte nel 1960.